# Chilocorus kuwanae
Chilocorus kuwanae es una especie de escarabajo del género Chilocorus, de la familia Coccinellidae, orden Coleoptera.

## Descripción
Mide 3,0-4,75 mm de longitud y 2,90-4,50 mm de ancho.

## Distribución y hábitat
Se distribuye por América del Norte. Habita especialmente sobre árboles.